# Кагарлицкий, Борис Юльевич
Бори́с Ю́льевич Кагарли́цкий (род. 29 августа 1958, Москва, СССР) — российский учёный-социолог, оппозиционный общественный деятель, левый публицист, видеоблогер; кандидат политических наук.
Участник левого направления в советском диссидентском движении. Главный редактор интернет-издания «Рабкор» и автор одноимённого YouTube-канала. Председатель редакционного совета журнала «Левая политика». Член научного сообщества Транснационального института (TNI, Амстердам) с 2000 года. Преподаватель Московской высшей школы социальных и экономических наук. С 2023 года — политзаключённый.

## Биография

### Происхождение

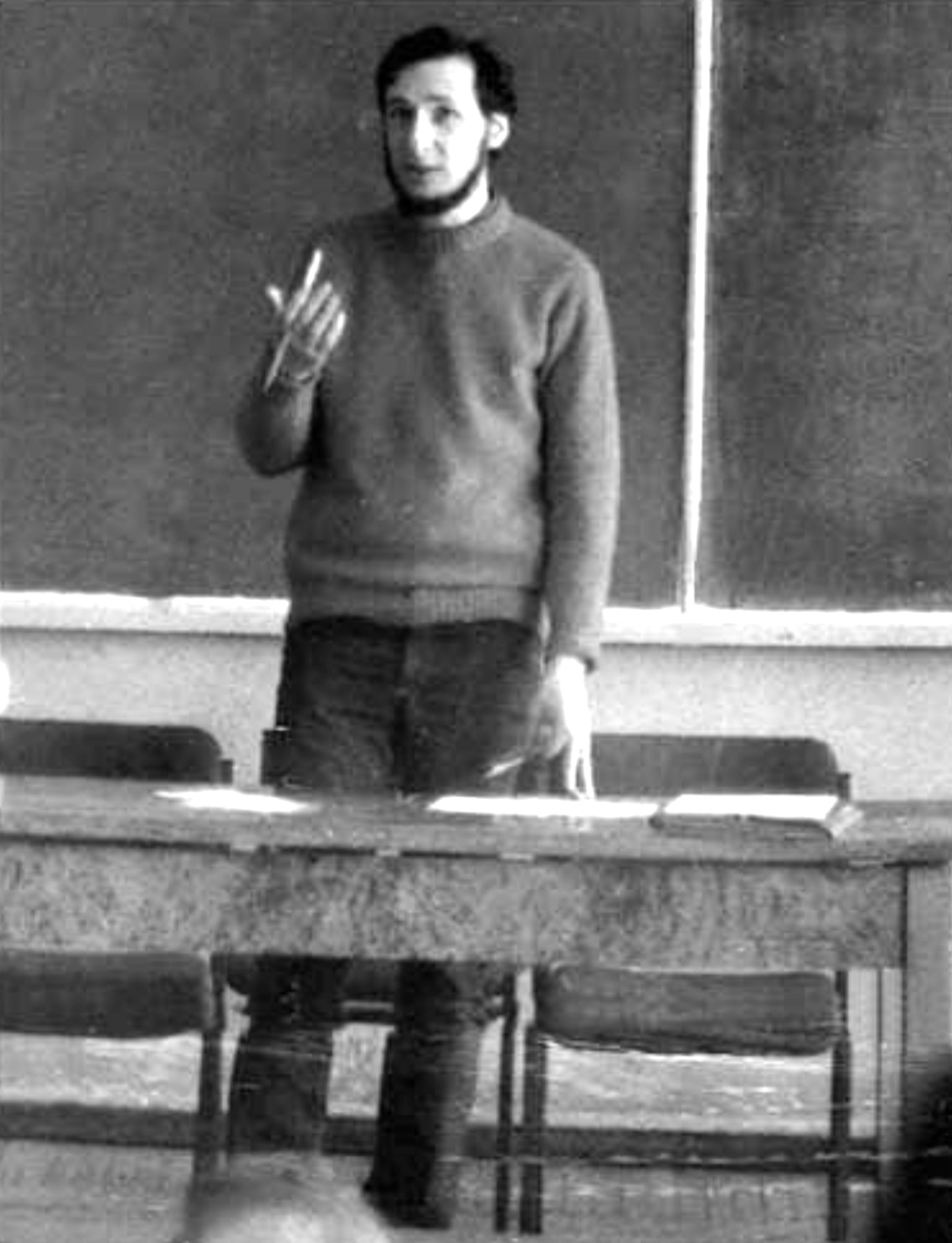
Борис Кагарлицкий в молодости, 1980 год

Родился 29 августа 1958 года в Москве, в семье литературоведа и театроведа Ю. И. Кагарлицкого и переводчицы английской литературы Раисы Николаевны Померанцевой. Был студентом ГИТИСа, где его отец был профессором. Занимался чтением неортодоксальной марксистской литературы, запрещённой в СССР, особенно Герберта Маркузе. Также отмечал, что в молодости на его политические взгляды значительное влияние оказала вышедшая в 1969 году книга Г. Г. Водолазова «От Чернышевского к Плеханову».

### Диссидентская деятельность
С 1977 года — левый диссидент, участвовал в издании самиздатовских журналов «Варианты», «Левый поворот» (потом «Социализм и будущее»). В 1979 году стал кандидатом в члены КПСС. В 1980 году, после отлично сданного госэкзамена, был допрошен в КГБ и исключён из ГИТИСа и кандидатов в члены партии «за антиобщественную деятельность». Работал почтальоном.
В апреле 1982 года арестован по «Делу молодых социалистов» и год с небольшим провёл в Лефортовской тюрьме по обвинению в антисоветской пропаганде. В дальнейшем А. Подрабинек, многолетний политический оппонент Б. Ю. Кагарлицкого, заявлял, что тот был освобождён после дачи «откровенных показаний», однако доказательств не предоставил.
С 1983 по 1988 год Борис Кагарлицкий работал лифтёром, писал книги и статьи, публиковавшиеся на Западе, а с началом Перестройки и в СССР.

### Перестройка
Осенью 1986 года вместе с Григорием Пельманом и Глебом Павловским создал Клуб социальных инициатив (КСИ).
20—23 августа 1987 года в Москве в Доме культуры «Новатор» «под эгидой Черёмушкинского и Севастопольского РК КПСС» была проведена «встреча — диалог» «Общественные инициативы в Перестройке». В ней приняли участие более 300 человек, которые представляли 50 клубов из 12 городов. Организатором этой встречи был Клуб социальных инициатив, в кулуарах говорили, что она «курируется А. Яковлевым». Из числа участников этой встречи известны: В. Гурболиков, В. Жириновский, В. Золотарёв, А. Исаев, Б. Кагарлицкий, П. Кудюкин, М. Малютин, В. Новодворская, Г. Павловский, Г. Пельман, С. Станкевич.
Тогда же вместе с лидерами клуба «Община» Андреем Исаевым и Александром Шубиным создал Федерацию социалистических общественных клубов (ФСОК).
В сентябре 1987 года совместно с Александром Гришиным начал издавать самиздатский журнал «Свидетель» (позже переименованный в «Левый поворот»). Вскоре группа членов КСИ, придерживавшихся твёрдой социалистической ориентации, создаёт клуб «Социалистическая инициатива», лидерами которого стали Кагарлицкий и Михаил Малютин. После снятия Бориса Ельцина с поста первого секретаря Московского городского комитета КПСС участвовал в кампании «в защиту гласности в деле Ельцина».
Летом 1988 года Кагарлицкий стал одним из лидеров создающегося Московского народного фронта (МНФ), где вместе с Михаилом Малютиным вёл борьбу за социалистическую ориентацию новой организации.
В 1988 году восстановлен в ГИТИСе и окончил его.
В том же году его книга «Мыслящий тростник», вышедшая на английском языке в Лондоне, получила в Великобритании Дойчеровскую мемориальную премию. С 1989 по 1991 год был обозревателем агентства ИМА-пресс.
В январе 1989 года МНФ предпринял попытку выдвинуть Кагарлицкого в народные депутаты СССР, но неудачно.
Летом-осенью 1989 года в связи с ослаблением влияния социалистического крыла МНФ Кагарлицкий создал Московский комитет новых социалистов (МКНС), постепенно отходя от участия в деятельности фронта. В конце 1989 года создал Всероссийский комитет за Социалистическую партию (ВКСП).
В начале 1990 года вошёл в блок кандидатов в народные депутаты «Демократическая Россия» и в марте был избран депутатом Моссовета. Один из авторов предвыборной программы «Город для горожан», которую поддержало около ста кандидатов в депутаты Моссовета от блока «ДемРоссия». В Моссовете открыто выступил против Гавриила Попова. Уже летом 1990 года вышел из «ДемРоссии», создав депутатскую группу «Московские левые» (позднее «Фракция труда»).
В июне 1990 года участвовал в создании Социалистической партии и избрался в её исполком. Летом-осенью того же года участвовал в попытке организации левого блока «Народное самоуправление», который должен был противостоять как консерваторам из КПСС, так и демократам из «ДемРоссии».
Весной 1991 года участвовал в попытке выдвинуть Татьяну Корягину в мэры Москвы от левых, но неудачно.
В августе 1991 года вошёл в число инициаторов создания Партии труда (ПТ). В январе 1992 года Кагарлицкий стал членом Совета Московской городской организации ПТ, а в октябре членом Совета и исполкома партии.

### 1992—2021 годы
В 1992—1994 годах работал обозревателем газеты Московской федерации профсоюзов «Солидарность». С марта 1993 по 1994 год был экспертом Федерации независимых профсоюзов России
В 1993 году Кагарлицкий, разочарованный тем, как идёт становление Партии труда, пытался договориться об объединении с Социалистической партией трудящихся. После того, как президент России Б. Н. Ельцин в сентябре 1993 года подписал указ № 1400 о роспуске Верховного Совета, Кагарлицкий выступил против этого указа. 3 октября 1993 года был задержан «вооружёнными людьми в милицейской форме и в гражданском» вместе с депутатом Моссовета Владимиром Кондратовым и пресс-секретарём ФНПР Александром Сегалом якобы по подозрению в угоне автомобиля и избит, освобождён на следующий день благодаря члену Президентского совета Сергею Караганову и журналистам.
В 1994—1995 годах во многом из-за конфликта с руководством ФНПР Партия труда фактически прекратила своё существование, хотя и формально не была распущена.
С 1994 по 2002 год Кагарлицкий работал старшим научным сотрудником Института сравнительной политологии и проблем рабочего движения РАН (ИСП РАН). В 1995 году в Институте сравнительной политологии и проблем рабочего движения РАН под научным руководством доктора экономических наук, профессора С. В. Пронина защитил диссертацию на соискание учёной степени кандидата политических наук по теме «Политика профсоюзов и производственные конфликты в России (1990-е годы)» (специальность 23.00.02 — политические институты, процессы и технологии). Официальные оппоненты — доктор юридических наук О. В. Мартышин, доктор экономических наук А. И. Колганов и кандидат философских наук А. А. Дегтярёв. Ведущая организация — Московский государственный социальный университет.
Осенью 1997 года баллотировался в Московскую городскую думу от Блока Николая Гончара, но проиграл выборы. После этого Кагарлицкий отошёл от активного участия в политике, занимаясь преимущественно научными исследованиями и преподаванием. Параллельно вёл активную журналистскую работу в ряде изданий — «The Moscow Times», «Новая газета», «Век», «Взгляд.ру», «Компьютерра».
В начале 2000 года принял участие в организации «Союза-2000», который планировал участвовать в выборах в парламент Союза России и Белоруссии, в итоге не состоявшихся. Во время выборов Президента РФ призывал к бойкоту первого тура выборов и к голосованию «против всех» — во втором.
9—10 ноября 2001 года принял участие в международной кампании солидарности против действий ВТО и других финансовых институтов и в учредительной конференции антиглобалистского движения «Мир — не товар».
В апреле 2002 года стал директором Института проблем глобализации, после его разделения в 2006 году возглавил Институт глобализации и социальных движений (ИГСО). В 2018 году Минюст России включил институт в реестр СМИ — «иностранных агентов». По состоянию на 2022 год ИГСО признан банкротом и находится в процессе ликвидации.
В 2005 году участвовал в создании Левого фронта (ЛФ). Вскоре Московский Совет ЛФ раскололся на «умеренных», выступавших за сотрудничество с КПРФ, и «радикалов», настроенных против союза с партией Зюганова. Кагарлицкий, примкнув к последним, покинул Совет и вошёл в Организационное совещание. Позднее он разочаровался в Левом фронте.

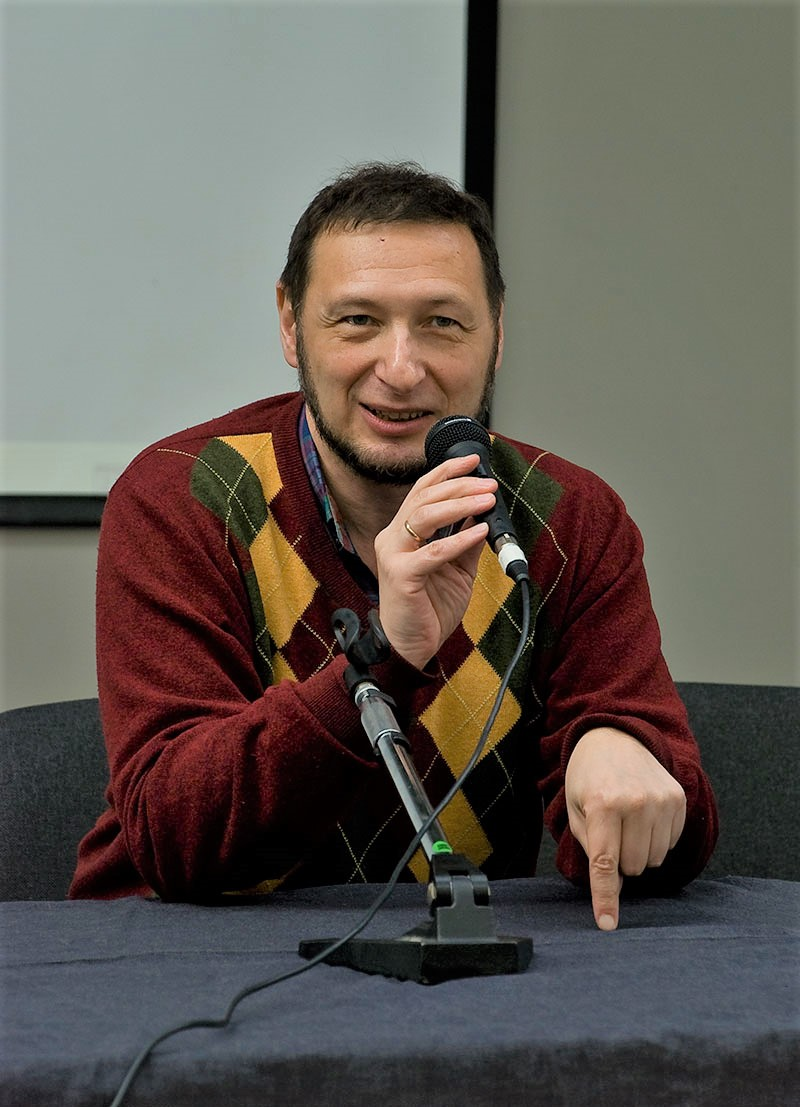
Кагарлицкий в 2008 году

В 2006 году обвинил лидера КПРФ Геннадия Зюганова в том, что тот торговал местами в партийных списках на парламентских выборах. Зюганов подал на Кагарлицкого в суд, после чего политолог со своей стороны подал встречный иск на Зюганова. По иску Кагарлицкого суд присудил Зюганову штраф в 500 рублей. Дело «Зюганов против Кагарлицкого» продолжалось более полутора лет и закончилось мировым соглашением, которое пресса КПРФ интерпретировала как свою победу.

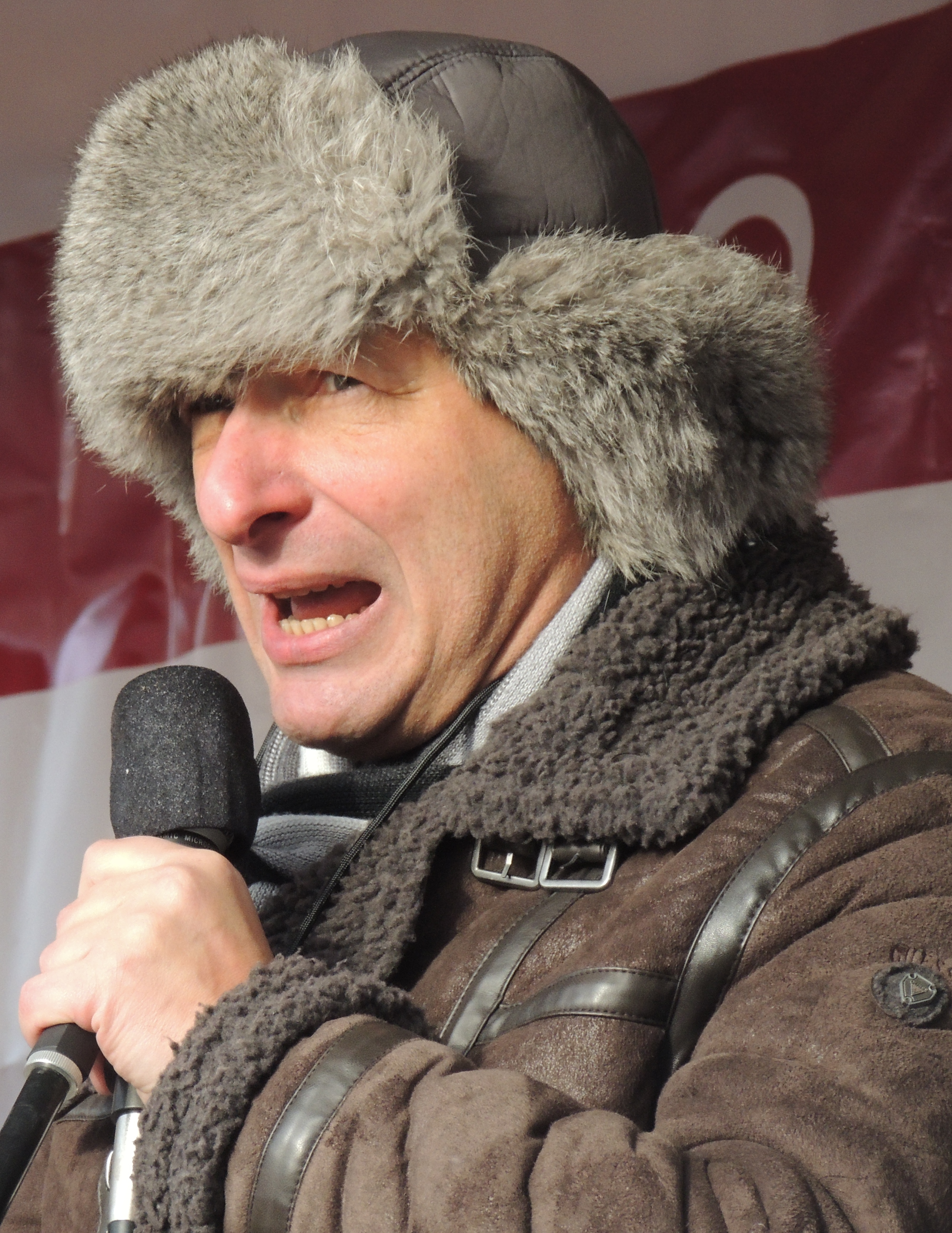
Борис Кагарлицкий выступает на митинге «За права москвичей» 2 марта 2013 года.

В 2014 году отреагировал на аннексию Крыма как на «маленькую и победоносную войну», нужную для решения «нарастающего внутреннего кризиса»: «Отсрочив в очередной раз разрешение социально-экономических противоречий, крымская победа ничего не изменила внутри России», но в дальнейшем поддержал создание ДНР и ЛНР. В ответ на убийство Алексея Мозгового написал на сайте «Рабкор» колонку «Убийство Новороссии», в котором вину за убийство возложил на «руководителей Москвы и Луганска»; убийство Мозгового и свёртывание проекта по созданию конфедерации ДНР и ЛНР и то, что «тех, кто не понял, что проект „Новороссия“ закрыт, в Луганске и Донецке зачищают уже сегодня» Кагарлицкий объяснил неформальным договором между РФ и Западом: «Они неспособны всерьез бороться с лидерами неолиберального мирового порядка не нанося ударов по самим себе, по собственным позициям. Бессмысленно кричать о русской духовности, которая поможет выдержать противостояние с гнилым Западом в условиях, когда собственный правящий класс и его политическая верхушка сами прогнили насквозь. Точно также немыслимо надеяться, будто Россия сможет предложить миру что-то новое, если сама не радикально не изменится. А этих перемен наши правящие круги боятся в тысячу раз больше чем любых угроз со стороны Америки или Евросоюза».
В 2019 году участвовал в выборах в Мосгордуму от партии «Справедливая Россия» по 42-му округу. По итогам голосования набрал 9 %.
15 июля 2020 года, вечером, Борис Кагарлицкий с дочерью Ксенией участвовал в митинге против поправок в Конституцию, проходившем на Пушкинской площади. Толпа, представленная преимущественно молодёжью, начала шествие по бульварам и улицам, выкрикивала политические лозунги, в том числе в поддержку арестованного губернатора Фургала. На Петровке, когда численность шествующих достигла полутора тысяч человек, полиция оцепила улицу и позже начала задерживать случайных участников, и среди них оказался Кагарлицкий. Он был перевезён в автозаке в ОВД «Хорошёвское». Момент задержания и оперативный комментарий Ксении Кагарлицкой попал в репортаж телеканала «Дождь». Благодаря распространению информации о произошедшем Ксенией на ютуб-канале «Рабкор» и организацией ОВД-Инфо, Кагарлицкий был вскоре освобождён.
На выборах в Госдуму VIII созыва участвовал в команде Сергея Левченко, который возглавлял список от КПРФ в региональной группе 11 (Якутия, Иркутская, Магаданская области).
29 сентября 2021 года был задержан за пост в соцсети с призывом к участию в организованных КПРФ протестах, прошедших 25 сентября против фальсификаций итогов выборов в Госдуму, и арестован на 10 суток по обвинению в статье об организации несогласованного митинга.

### С 2022 года
С 24 февраля по 4 марта 2022 года на сайте «Рабкор» были доступны тексты, осуждающие вторжение России в Украину, в том числе и колонка Кагарлицкого. На сайте также появился Манифест коалиции «Социалисты против войны», подписанный в том числе и Кагарлицким, перепечатанный Revue Ballast. На YouTube Кагарлицкий также записал ролик с осуждением вторжения, который не удалил. От своей прежней позиции по войне в Донбассе Кагарлицкий при этом не отказался.
6 мая 2022 года Минюст России внёс Кагарлицкого в список СМИ — «иностранных агентов».
25 июля 2023 года ФСБ России предъявила Кагарлицкому обвинение в «призывах к терроризму» с использованием интернета (аналитика военной обстановки). После задержания Кагарлицкого отвезли в Сыктывкар. 26 июля 2023 года Сыктывкарский городской суд рассмотрел вопрос о мере пресечения Кагарлицкого. Депутат Государственного совета Республики Коми Виктор Воробьёв ходатайствовал об избрании Кагарлицкому меры пресечения в виде личного поручительства, однако суд заключил Кагарлицкого под стражу.
29 июля 2023 года президент РФ Владимир Путин прокомментировал арест Бориса Кагарлицкого и режиссёра Евгении Беркович: сославшись, что слышит их фамилии «в первый раз и не очень понимаю, что они сделали», он в то же время заявил: «У нас 2023 год, и Российская Федерация находится в состоянии вооруженного конфликта с соседом. Думаю, что определённое отношение к тем людям, которые наносят определённый ущерб внутри страны, должно быть».
7 августа 2023 года Росфинмониторинг включил Бориса Кагарлицкого в список террористов и экстремистов.
12 декабря 2023 года 2-й Западный окружной военный суд признал Кагарлицкого виновным по статье 205.2 УК РФ («Публичные призывы к осуществлению террористической деятельности, публичное оправдание терроризма или пропаганда терроризма») и назначил наказание в виде штрафа в размере 800 000 рублей с лишением права заниматься администрированием сайтов и каналов сроком на 2 года. Учитывая время содержания под стражей, суд снизил размер штрафа до 600 000 рублей. Решение суда первой инстанции было обжаловано прокурором.
13 февраля 2024 года Апелляционный военный суд ужесточил приговор, назначив Кагарлицкому основное наказание в виде лишения свободы на 5 лет с отбыванием в исправительной колонии общего режима.
5 июня 2024 года Верховный суд России оставил приговор и апелляционное определение без изменений, кассационную жалобу без удовлетворения.

## Критика
Главная проблема данного автора (и это обратная сторона используемого им марксистского подхода) состоит в том, что он рассматривает развитие как игру с нулевой суммой. Если Карл Маркс выстроил теорию, в которой выигрыш капиталиста (присвоение прибавочной стоимости) всегда оборачивался проигрышем для рабочего (усилением эксплуатации), то Кагарлицкий считает, что вовлечение периферийных стран в мировое хозяйство выгодно центру, но губительно для самой периферии. Подобные теории хороши для пропаганды, или, точнее, для создания теоретической базы, с помощью которой можно вовлекать людей в борьбу (рабочих против капиталистов, а периферию против центра), однако для понимания проблем развития они мало что дают, поскольку сильно схематизируют сложную историческую картину. <…> Думается, вообще не стоит рассматривать международные экономические отношения как игру с нулевой суммой. Догоняющая модернизация всегда создает проблемы, но она же
способствует развитию.
— Травин Д. Я.
Критике Кагарлицкого посвящен отдельный материал 2006 года «Казус Кагарлицкого» на World Socialist Web Site (WSWS). В 2020 году в материале WSWS Кагарлицкий был раскритикован за «паблоизм», связь со сталинистами и паблоистами, поддержку Горбачёва и Ельцина в прошлом и за публикацию на сайте «Рабкор» статьи Александра Степанова, оправдывающей уголовное преследование Юрия Дмитриева.
Историк науки, д.и.н. В. В. Тихонов (Институт российской истории РАН), говоря об использовании Б. Ю. Кагарлицким в книге «Периферийная империя» наследия историка М. Н. Покровского, отмечает:
Современная ориентация научного сообщества на наследие классической дореволюционной историографии и западноевропейские образцы исследования пока что не оставляют Покровскому никаких шансов. Впрочем, мы можем вспомнить весьма популярную в левых кругах и неоднократно переиздававшуюся монографию Б. Кагарлицкого «Периферийная империя», написанную с позиций синтеза мир-системного анализа и теории «торгового капитализма», но утверждать, что она признана специалистами-историками (да и вообще вызвала у них хоть какой-то интерес) будет явным преувеличением.

## Семья
Женат на Ирине Викторовне Глущенко, журналистке, доценте факультета гуманитарных наук НИУ ВШЭ. В браке родились двое детей: сын Георгий (род. 1986) и дочь Ксения.

## Труды

### Книги
- 1988 — Диалектика надежды
- The Thinking Reed: Intellectuals and the Soviet State, 1917 to the Present. — London: Verso, 1989. 370 p.
- 1992 — Расколовшийся монолит. Россия накануне новых битв
- 2000 — Реставрация в России
- 2002 — Глобализация и левые
- Кагарлицкий Б. Ю. Восстание среднего класса. — М.: Ультра.Культура, 2003. — 320 с. — (Klassenkampf). — ISBN 5-98042-011-8.
- 2004 — Периферийная империя: Россия и миросистема (оглавление) (главы из книги)
- 2005 — Марксизм: не рекомендовано для обучения — М.: Алгоритм, Эксмо ISBN 5-699-13846-3 (Философский бестселлер)
- Кагарлицкий Б. Ю. Управляемая демократия: Россия, которую нам навязали. — Екатеринбург: Ультра.Культура, 2005. — 576 с. — (Klassenkampf). — ISBN 5-9681-0066-4. (оглавление)
- Кагарлицкий Б. Ю. Политология революции. — М.: Алгоритм, 2007. — 576 с. — (Левый марш). — ISBN 978-5-9265-0401-6., электронная версия
- Кагарлицкий Б. Ю. Периферийная империя: циклы русской истории. — М.: Эксмо, 2009. — 573, [2] с. — (Политический бестселлер). — ISBN 5-699-31149-1. — ISBN 978-5-699-31149-1.
- Кагарлицкий Б. Ю. От империй — к империализму. — М.: Издательский дом Высшей школы экономики, 2010. — (Политическая теория). — ISBN 978-5-7598-0761-2.
- Кагарлицкий Б. Ю. Марксизм: Введение в социальную и политическую теорию (изд. 2-е, испр. и доп.). — М.: Книжный дом «ЛИБРОКОМ», 2012.
- Кагарлицкий Б. Ю. Неолиберализм и революция. — М.: Полиграф, 2013. — ISBN 978-5-91868-007-0.
- Кагарлицкий Б. Ю. Между классом и дискурсом. Левые интеллектуалы на страже капитализма. — М.: Издательский дом Высшей школы экономики, 2017. — 280 с. — (Политическая теория). — ISBN 978-5-7598-1709-3.
- Кагарлицкий Б. Ю. Карточный домик Путина. — М.: Алгоритм, 2021. — 240 с. — ISBN 978-5-00180-222-8.
- Кагарлицкий Б. Ю. Долгое отступление. — М. — Берлин: Директмедиа Паблишинг, 2023.

### Энциклопедия для детей
- Дамье В. В., Кагарлицкий Б. Ю., Боярский М. Н. Государственный социализм // Энциклопедия для детей. Т. 21. Ч. 1. Общество: экономика и политика. М.: «Аванта+», 2002.
- Кагарлицкий Б. Ю. Успехи социал-демократии // Энциклопедия для детей. Т. 21. Ч. 1. Общество: экономика и политика. М.: «Аванта+», 2002.
- Кагарлицкий Б. Ю. Социал-демократия за пределами Западной Европы // Энциклопедия для детей. Т. 21. Ч. 1. Общество: экономика и политика. М.: «Аванта+», 2002.

### Публицистика
- Глобализация левых
- Речь Бориса Кагарлицкого на презентации книги «Глобализация и левые»